# Cabal Online
Cabal Online (кореј. 카발 온라인, стилизована као CABAL Online) је бесплатна за игру, 3Д ММОРПГ коју је развила јужнокорејска компанија ESTSoft. Различите локализације игре постоје за различите земље и регионе. Иако је бесплатна за игру, игра користи freemium пословни модел имплементирајући „куповину предмета”, како у игри тако и путем веба, омогућавајући играчима да купују посебне премијске кованице користећи праву валуту, како би стекли ексклузивна побољшања игре и карактеристике, корисне ствари и разноврсни садржај за испразност.
Cabal Online се одвија у измишљеном свету познатем као Неварет, скоро хиљаду година након разарања од стране моћне групе идеалистичких људи, Cabal. Надајући се да ће њихов свет претворити у утопију, они су ненамерно подстакли силе и законе природе да се буне против њих, узрокујући догађај познат као Апокалипса. Након уништења, само осам чланова Cabal-а преживело је, укључујући и њиховог вођу Фауста.
Предвиђајући будућност, Фауст је видео раст зле силе која би још једном уништила земљу Неварет. Данас је дошло зло. Сада је на играчу да се суочи са таласима миљеника који су напали свет и открију истину иза њих.

## Историја
Cabal је први пут објављен у Јужној Кореји у октобру 2005. Игра је касније пуштена из затвореног бета тестирања у Европи у јулу 2006., ау децембру 2006. објављено је да је игра и све наредне верзије постале бесплатне. У Северној Америци, ОГПланет је покупио лиценцу за игру и отворено бета тестирање је почело 1. фебруара 2008. Такође је констатовано да ће пуштање највјероватније доћи до краја фебруара. Дана 28. фебруара 2008, игра званично лансирана у Сјеверној Америци, док је затворена бета почела у југоисточној Азији . Гамефорге објавио је Цабал Онлајн у Њемачкој 3. децембра 2009. Услуга у Северној Америци коју је обезбиједила ОГПланет прекинута је 31. марта 2010. године, јер компанија није постигла договор са ЕСТсофт-ом, док је касније поново успоставио северноамеричко сервисирање директно.

## Гејмплеј
Као типична ММОРПГ, гејмплеј у Cabal online-u садржи елементе играча против играча и играча у односу на окружење, као и убијање играча . ПвЕ елементи укључују брушење и задатке који награђују играче са ставкама и бодовима искуства, као и случајевима за добијање разноврсног блага и „алз”, валуте у игри. ПвП елементи укључују убијање играча у посебним каналима (са казнама за масовно убијање), распоређени дуели између два играча без казне за било коју страну. Мисијски ратни систем, који дијели играче у двије нације, Capella и Procyon, као и неутралне фракције где ратују једни против других у Tierra Gloriosa догађајима, специфичним ратним каналима и свим картама вишег нивоа (које су увек омогућене у рату) и на крају Савез против савеза систем, омогућава уређене мини-ратове између две гилде. Играчи се могу удружити да би формирали дружину, са највише шест аватара. Бонус искуства се додељују члановима дружине на основу њихових доприноса.
Игра је подељена на сервере, или игре светова, сваки са својим јединственим именом и скупом додатних подела — канала. Док играчи са различитих сервера не могу да комуницирају једни са другима, осим ако се не пребаце на исти сервер користећи специјалне премијске ставке, они могу слободно да се пребацују кроз све доступне канале на једном серверу, укључујући Премиум оне ако су купили Премиум пакет. Међутим, знакови у различитим каналима не могу директно да помогну једни другима; само знакови у истом каналу могу да комуницирају. Ћаскање заобилази ово ограничење за модове ћаскања као што су приватне поруке (шапутање), ћаскање у савезу, ћаскање на забави или приватне собе за ћаскање. Сви сервери у свакој локализацији имају једнак садржај, осим базе играча и економије. Међутим, различите регионалне верзије Cabal-а могу имати другачији садржај, посебно корејску локализацију, која је увијек актуалнија од остатка. Сваки налог омогућава шест карактера по серверу, али само један налог је потребан за приступ свим серверима.
Канали користе различите механике у зависности од њихове сврхе. Они који су означени зеленом бојом су новајлије и имају онемогућавање убијања играча (иако се ратна механика и даље примјењује, чак и на стандардним картама вишег нивоа), за разлику од белих канала који то не забрањују. Канал трговине је посебно дизајниран за куповину и продају артикала у игри, примјењујући ограничења на нормалну игру, као што је уклањање приступа тамницама и тренинг луткама, као и уклањање свих непријатеља из окружења. Трговање овим каналом може се обавити путем емитовања на цијелом каналу или на личним пијацама на којима се могу поставити и одредити цијене за општи приступ. Свим каналима означеним као Премиум могу приступити само корисници који су купили Премиум пакет или еквивалент из продавнице артикала.

### Свет
Свијет Cabal Online је подијељен у различите зоне, односно мапе и тамнице. Почетни играчи ће моћи да приступе само трима мапама и једној зони, „портал”, која обезбеђује приступ свим три почетне мапе. Како напредују у игри и добијају нивое карактера, биће им омогућен приступ новим и све тешим мапама, као и инстанцама тамница. Свака мапа има другачије поставке и временске прилике; примери ових укључују пустиње, шуме, карте за снег и лед, па чак и футуристички пејзаж или пакленски пакао. Свака мапа има свој јединствени сет ликова који не играју, као што су ликови у потрази и продавнице, као и многа чудовишта која се боре и добијају искуство и благо. Путовање од једне до друге карте врши се или проласком кроз портал везе или коришћењем Премијум ГПС портал-а за тренутно пребацивање на одређену мапу. У помагању путовања пешице, играчи могу да добију специјалне бродове, наиме Астралне даске и мотори, који пружају већу брзину, или користе специјалне вештине за побољшање кретања „налет” и „телепорт”, који постоји искључиво за класу Визард.

### Врсте карактера и специјалности
Постоји осам врста карактера у Cabal Online . Једном када је лик креиран, играч мора да изабере коју ће класу знакова преузети. 8 класа су Вориор, Блејдер, Визард, ФОрс Блејдер, Форс Шилдер, Форс Арчер, Гладијатор, и Форс Ганер. Различите врсте карактера пружају различите стратегије, библиотеке вештина, арсенал и чак почетне локације.
Напредовањем, играчи ће добити бодове које могу применити у три различита атрибута који ће обликовати њихов карактер, а то су снага, СТР, интелигенција, ИНТ и спретност, или ДЕКС. Ови атрибути утичу на неколико секундарних атрибута који ће ефикасно одредити снаге и слабости карактера. Ови секундарни атрибути су Напад, физичка снага вештина мача, Магија, чаробна снага, вештина магије, Одбрана, отпор непријатељским нападима, Ударац или учесталост напада, тачност свих играчевих напада и одбране, брзина избегавања непријатељски напада.

#### Вориор
Класа вориор је типичан прса у прса -корисник-мача. Користе силу да брутално побољшају своје физичке способности. Они поседују највишу урођену виталност или здравствену вредност и њихове офанзивне вештине су споре и моћне. Њихова опрема је по дефиницији врло дефанзивни Армор Сет, метални оклопи направљени од разних материјала и дворучни мачеви, или Велики мач или Даикатана . Они имају много јачање побољшање вештине које могу још више побољша своје способности, укључујући и љубитеље партијским циљају. Њихов примарни атрибут је Снага која повећава њихову физичку вриједност напада и њихову отпорност.

#### Блејдер
Класа Блејдер је брза класа корисника мача, позната по повећаном избегавању и прецизности, као и брзини њених вештина. Они користе силу како би побољшали своју вјештину и снагу, дајући им већу флексибилност од ратника. Међутим, за разлику од ратника, они поседују само две вештине јачања које јачају партије; као такви се чешће ослањају на њихове индивидуалне снаге чак и када су у партији, наиме њихову штету и критичну стопу удара . Њихова опрема укључује подразумевано борилачких сет, лаган , кимоно -стилизована тканина која фаворизује шансе за одбрану, или избегавање, као и Блејд и Катана, или два мача од само једне врсте ако је играч тако склон.

#### Визард
Трећа класа је Визард и она је основни корисник магије . Они употребљавају силу како би појачали моћ елемената око њих, слично ономе што ратник чини сопственој снази. Њихов примарни атрибут је интелигенција која подиже њихову магичну моћ напада. Они поседују неколико вештина које могу да утичу не само на себе већ и на све друге пријатељске циљеве које изаберу, као и на многе партијске љубитеље. Неке од ових вјештина су добро познате, наиме, оне најосновније које повећавају здравље или одбрану и обично се изводе код новопридошлих да им помогну у њиховом почетном напретку. Њихове способности имају снажан учинак оштећења; међутим, они имају једну посебну разлику од класа блискости, што је њихова област ефекта, или АоЕ. Док прса у прса класе обрађују велику штету мањим непријатељима са истом вјештином, чаробњаци расипају своју штету кроз највишу могућу област за све класе. У комбинацији са парализирајућим способностима свих њихових најјачих вештина, чаробњаци су кључни за контролу маса непријатеља. Њихов главни недостатак је њихова нижа одбрана; ипак, ово се може тактички превазићи употребом омамљујућег ефекта њихове напредне магије. Њихова опрема јподразумева борилачки Сет и два Орба, једноручна кугла која ствара штап у новијим верзијама игре.

#### Форс Арчер
Форс Арчер су варијација Визарда који више воле манипулирати него појачавати Силе. Због тога, њихове вештине имају мањи ефекат у односу на вештине чаробњака, али, насупрот томе, њихова оштећења су прецизнија, прецизнија и са већом критичном стопом удара. Они визуализују и праве оружје на начин сличан форс шилдер, која је Астрални лук; ово оружје повећава њихову тачност и критичну брзину. Они такође поседују највећи нападни опсег од свих класа, чак и виши него код визарда. Јединствене за ову класу, поседују подржавајућу магију као што су моћне појединачне и парти исцељујуће вештине, као и многа корсна побољшања, посебно неки који се користе на новим играчима поред Визард-а. Њихове вештине имају најбрже време бацања, што им даје велику штету по секунди. Снага стреличара вреднује интелигенцију и спретност, како за магичну снагу тако и за избегавање, као и за балансиран сет за битку и дупле кристале .

#### Форс Шилдер
Форс Шилдер су једна од две класе који су научили да материјализују силу у право оружје. Проучавајући магију, стекли су способност да визуализују и створе Астрални штит, реликт који им пружа већу одбрану. Ова класа је основна тенковска класа која посједује највишу одбрану свих класа и, када се комбинује са снажном страном вјештином која апсорбује штету, може ефикасно чувати друге чланове странке од велике количине штете. Штитници силе такође поседују основну вештину исцељења, за разлику од свих других класа, осим за стреличара. Њихове последње вештине су такође најкритичније технике штетности свих класа, што их чини добрим браниоцем и нападачем. Попут Форце Бладера, они су хибридна Сворд-Магиц класа. Међутим, за разлику од Форце Бладера који ће на крају морати да развију обе сфере да би могли да користе клетве, Форце Схиелдер заиста може да се специјализује само у једној области стручности. Снага мача Схиелдер ће се фокусирати на физичке вјештине Мача и вредноте и критичне штете. У овом случају, они би ценили снагу и спретност за физичку снагу и отпор. Магични Шилдер ће се фокусирати на магичне вештине, наиме топовски циљане чаролије које вреднују штету у секунди уместо високог тренутног оштећења. Они ће се ослонити на Спретност и Интелигенцију на снагу, отпор и измицање. Класа се такође може хибридизовати како би се у потпуности искористио њен потпуни потенцијал, обично се користи парализирајуће вјештине Магије када се бори против околине . Њихов арсенал је подразумевано Армор Сет, Бладе и Кристал, супротан Орб-у, мада то може да зависи од типа специјализације која се користи ако играч тако изабере.

#### Форс Блејдер
Класа Форс Блејдер је тема као магични мачевалац. Они користе силу како би оснажили своју бладе уметност и развили јединствене умањиваче способности вештине које немају друге класе. Иако могу да користе циљане чаробне вјештине топовског типа да се боре, њихове вештине мача су најјаче, а њихов магични афинитет се демонстрира само у њиховим вештинама силе које су прожете силом. Њихови најснажнији напади су такође очарани псовкама, изазивајући негативне ефекте хендикепа на њихове мете поред саме штете. Пошто равномерно негују сва три главна атрибута, они су истовремено и најфлексибилнији и најзгоднији за развој. Њихова опрема је подразумевано избалансирана Баттле Сет, заштитно одело направљено од много различитих врста влакана, Катана и Орб . Њихова сложеност у коришћењу клетва чини их најбољим за напредне играче.

#### Форс Ганер
Седма класа је Форс Ганер и он је напредни корисник магије . Они употребљавају силу како би појачали моћ елемената око њих, слично ономе што ратник чини сопственој снази. Њихов примарни атрибут је интелигенција која подиже њихову магичну моћ напада. Они поседују неколико вештина које могу да утичу не само на себе већ и на све друге пријатељске циљеве које изаберу, као и на многе партијске љубитеље. Неке од ових вјештина су добро познате, наиме, оне најосновније које повећавају здравље или одбрану и обично се изводе код новопридошлих да им помогну у њиховом почетном напретку. Њихове способности имају снажан учинак оштећења; међутим, они имају једну посебну разлику од класа блискости, што је њихова област ефекта, или АоЕ. Док мелее класе обрађују велику штету мањим непријатељима са истом вјештином, чаробњаци расипају своју штету кроз највишу могућу област за све класе. У комбинацији са парализирајућим способностима свих њихових најјачих вештина, чаробњаци су кључни за контролу маса непријатеља. Њихов главни недостатак је њихова нижа одбрана; ипак, ово се може тактички превазићи употребом омамљујућег ефекта њихове напредне магије. Њихова опрема подразумева борилачких Сет и дупле Орбове, једноручна кугла која ствара штап у новијим верзијама игре.

#### Гладиатор
Гладијатор је моћна класа блиске класе која се ослања на Бес да се бави блиским и далекометним оштећењима. Бес се нагомилава кроз континуирану употребу вештина, што Гладијатора шаље у лудило. Гладијатор се истиче у борби за оштећење зона ефекта и користи јединствено оружје Чакрама, носи тешке оклопе и има велику корист од снаге.

### Вештине
Све класе имају библиотеку вештина која се простире у сферама заснованим на Мачу и Магији. Класе које су усредсређене на једну сферу, као што су Вориори или Блејдери, ће имати све своје офанзивне и подржавајуће вештине, док ће друге бити коришћене само за уобичајене чаробне магије и почетнике, као и напредне. Хибридне класе могу користити обе сфере за различите сврхе; док Форс Блејдери развијају само проклетства у напредним фазама Магичне сфере, Форс Шилдери поседују и неке увредљиве јединствене уметности у тој сфери. Поред офанзивних и подржавајућих вештина, постоје и вештине телепортације које поседују све класе. Храбар је онај који сваки лик може користити ако развију потребну сферу мача, што их доводи до тога да брзо скину кратку удаљеност и могу се користити у интервалима за повећање брзине ходања. Визарди имају јединствену вештину телепортације која се зове Блинк и која се понаша слично налету, али је развијена у магичној сфери. Визарди су такође једина класа која може да користи и налет и Блинк и тако хода брже од било које друге класе, ефективно се креће брже него чак и ретке ствари које постоје у игри.
Специјалне вештине се откључавају у одређеним тачкама током раста карактера, довршавајући специфичне „рангирајуће” задатке. Ове вештине укључују комбиновани режим, који омогућава неколико вештина које се користе у низу када је комбиновани мерач притиснут са тачним временом, као и неколико битних режима који обезбеђују привремене атрибутне бонусе карактеру или чак посебном борбеном режиму. Аура Моде је основни Борилчаки мод који се касније може сложити са напредним Борилчаки мод-ом како би додатно повећао атрибуте. Она је елементарна по природи, мада елемент нема разлике у примењеним бонусима, мењајући само визуелне ефекте вештине. Борилчаки мод 1 је напредни Аура режим који је јединствен за све класе и који у неким случајевима чак додаје нове механике током трајања режима. Оба начина борбе 2 и 3 обезбеђују потпуно одвојен специјални режим борбе који је јединствен за сваку класу, заједно са повећањем атрибута. Док Борилчаки мод 2 додељује класама специјално привремено оружје са додатном функционалношћу, Борилчаки мод 3 пружа комплетан сет нових ексклузивних вештина које ће се користити за његово трајање, у суштини обезбеђивање ликова са трећом библиотеком вештина изван вештина мача и магије.
Поред режима битке, постоје и посебне комуналне вјештине. Класе са Астралним оружјем добијају вјештину позивања да би им се омогућило; Све класе су додатно способне за стицање Астралних возила и вјештине комбинованог режима, омогућујући посебан стил борбе искључиво за кориштење Астралних плоча или бицикала. Поред тога, ликовима се даје велики број командних и емотерских вештина, дозвољавајући им да скупљају предмете, аутоматски прате играче или обављају неколико емотивних карактерних анимација. И на крају, све класе могу научити неколико вјештина усавршавања које додатно побољшавају њихове атрибуте, на стални начин.
Вештине се могу научити само када се постигне одређени ранг или степен вештине. Као и изједначавање, повећање редова вјештина захтијева стицање искуства вјештина, што се заузврат стиче кориштењем вјештина у више наврата, то јест увредљивих вјештина. У претходним верзијама игре, стечено искуство вјештина било је ограничено на вјештине одговарајуће сфере (вештине мача за ранк мача, магичне вештине за магични ранк). То је касније промијењено у заједничко искуство искуства у којем свака вјештина повећава обје сфере. Исто тако, додан је и захтев за специфичним „карактеровим рангом” за постизање нових рангова. Класа се добија попуњавањем задатака на сваких десет карактерних нивоа.

### Мисија Рата Нација
Када играч достигне ниво 52 и заврши потрагу за избором нације, током које ће изабрати или Capella или Procyon фракције, нови догађај је омогућен за играча. Ово је Национални рат, који се дешава више пута сваки дан и омогућава супротстављеним народима да се међусобно боре и добију бодове ратног искуства, који се са своје стране могу претворити у искуство, искуство вјештина или част за бодове, као и посебне награде у свакој од фракција. Национална ратна соба. У зависности од распона нивоа знакова, различити Национални Рат канали ће бити доступни. Током рата, играчи се боре да преузму кључне локације које контролишу моћна чудовишта чуваре, чувари легата, одбране непријатељске играче и на крају преузму контролу над главном базом непријатеља, ефективно освајајући ту инстанцу рата.
Сваки Национални рат траје један сат, а улазно предворје је отворено неко вријеме прије него што догађај започне како би се омогућило играчима да планирају стратегије, опскрбљују се потрошним материјалом и лијече за битку. Док многи играчи могу ући у предворје, само одређени број ће моћи да учествује у рату, једнак износ за обе фракције. Трошкови уласка у Национални рат разликују се у зависности од степена распона ратне инстанце и могу бити враћени у зависности од укупног броја играча, као и од тога да ли је фракција победила или не. Играчи су такође награђени посебним потрошним артиклима за свој наступ који могу да продају на НПЦ радњама, у којима ће најрјеђе и највредније бити вредне велике количине алза. Ликови могу остати Неутрални ако то желе, не довршавајући потрагу за нацијом све док то желе. Ово ће, међутим, ограничити приступ карактеристикама Националног Рата док играч не изабере нацију за свој карактер.

## Критични пријем
Cabal Online је добио различите критике критичара. У децембру 2006. године, ПЦ Гамер УК је дао оцену 6,4, коментирајући да је игра „умногома генерички”. Часопис је такође критиковао Cabal Online због тога што дели многе карактеристике као и друге корејске ММОРПГ-ове. Упркос негативној рецензији ПЦ Гамер УК-а, игра је изабрана као једна од „Топ 9 бесплатних ММО-а вредних играња” у јунском броју часописа.

## Верзија наставка:Cabal2 Пројекат
Cabal Online 2 промовисан је у Јужној Кореји у октобру 2010. пре почетка Г-Стар 2010, у Бусану . Игра промовише промену из оригиналне „техно-панк” теме у краљевску тему, хипер-акциону игру са шест класа карактера. Међутим, ова промена укључује уклањање класе Бладер из оригиналне игре, замењујући је новом класом свештеника . Наставак Cabal Online користи ЦриЕнгине 3 као главни графички погон. Наставак је затворен 8. априла 2018.